# Kulturmejeriet

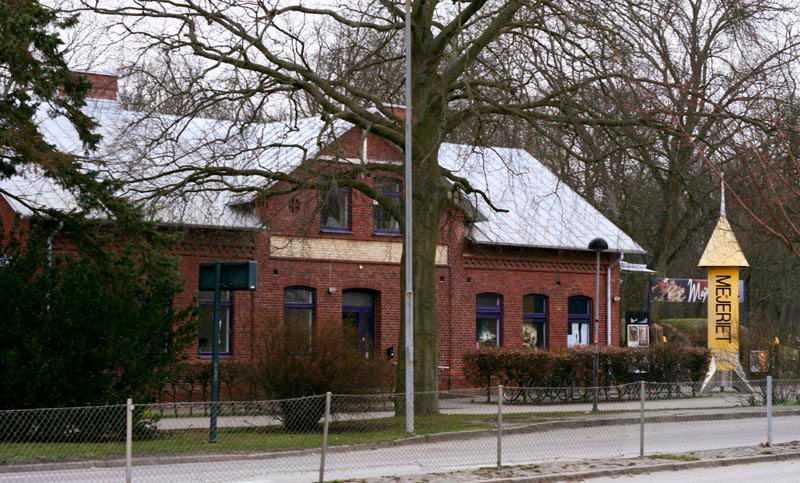
Mejeriet

Kulturmejeriet är en ideell kulturförening som huserar i kulturhuset Mejeriet i Lund. Föreningen grundades 1987 och samma år invigdes huset som ursprungligen uppfördes som andelsmejeri år 1896 vid korsningen av Malmövägen och Lund-Revinge-Harlösa järnväg. Själva mejeriet lades ned 1968. Idag består föreningen av fyra medlemsföreningar: Musikföreningen Repeater, Musikföreningen Plektrum, Folkets Bio i Lund och Månteatern. Tidigare medlemmar är Folk å Rock, Skånsk Spelglädje, HepTown och Råfilm.
Mejeriet ligger vid Högevalls och Lunds stadsparks sydliga ände.
Historien börjar med kampen för ett allaktivitetshus med följande husockupationer 1969. Kommunen tillsatte en utredning som rekommenderade en försöksverksamhet. Detta avvisades av politikerna. Ett mellanspel var Musik- och Hantverkshuset på Grönegatan. De följande åren drevs frågan av lobbyister från föreningen Folk å Rock. Lunds kommun beslutade 1984, efter mångåriga diskussioner, att ge arkitektkontoret A-plan, som stöttat föreningen ideellt, uppdraget att leda projekteringen av ombyggnaden av det då nedlagda mejeriet till ett kultur- och ungdomshus med bland annat biograf, musikverksamhet och repetitionslokaler.
År 1990 instiftades Lunds stadsbyggnadspris, i samband med firandet av stadens 1000-årsjubileum, och det första priset gick till arkitekterna Mårten Dunér, Björn Edström, Joanna Heilig och Ivo Waldhör för dels Kulturmejeriet, dels Kulturens Restaurang, ett nybygge i känsliga omgivningar.
Konsertlokalen rymmer 675 personer, och många artister har spelat på stora scenen. 3 juni 1988 spelade Ramones. Bandbokaren  Pange Öberg gjorde under några år Mejeriet till en av Sveriges bästa scener för rock, pop och jazzkonserter. I november 1994 spelade inom en tolvdagarsperiod Blur, Oasis och Prodigy på Mejeriet. Andra som bokades var Miles Davis, Alice in Chains, The Stone Roses och Elvis Costello. Mejeriet blev också ett andra hem för fler kommande nyckelpersoner i skånskt och svenskt musikliv som till exempel Timbuktu, och medlemmarna i Brainpool. 14 maj 2014 spelade Kent.